# Distretto di Thai Mueang
Il distretto di Thai Mueang (in thailandese: ท้ายเหมือง) è un distretto (amphoe) della Thailandia, situato nella provincia di Phang Nga.